# Aeroportul Lusanga
Aeroportul Lusanga (IATA: LUS, ICAO: FZCE) este un aeroport din Bandundu⁠(d), Republica Democratică Congo ce deservește zona Lusanga⁠(d).
Situat la o altitudine de 416 m, aeroportul dispune de o singură pistă.